# Miss Turismo Queen Internacional
Miss Turismo Queen Internacional es un concurso de belleza femenina. El certamen se realizó anualmente hasta el 2009, desde 2010 el concurso se hizo intercalado es decir se realizó en los años 2011, 2013 y actualmente en 2015. Al concurso asisten más de 50 candidatas de diferentes partes del mundo; en el año 2017 el concurso recibió más de 100 candidatas.

## Ganadoras de Miss Turismo Queen Internacional
En la siguiente tabla se encuentra la lista de las ganadoras del título de Miss Continentes Unidos desde 2004 hasta la fecha.
| Año  | País           | Candidata                |
| ---- | -------------- | ------------------------ |
| 2017 | México         | Itzel Castillo Gutiérrez |
| 2016 | Estados Unidos | Vera Katie Franks        |
| 2015 | Irak           | Emily Fahsai             |
| 2014 | Países Bajos   | Nathalie Mogbelzada      |
| 2013 | Letonia        | Alisa Miskovska          |
| 2012 | Cuba           | Lees García              |
| 2011 | Tailandia      | Kantapat Peeradachinarin |
| 2010 | Surinam        | Andrea Baldwin           |
| 2009 | Colombia       | Olivia Jiménez           |
| 2008 | Perú           | Silvia Vanessa Cerna     |
| 2007 | Rusia          | Olga Zarubina            |
| 200  | Filipinas      | Justine Vinluan          |
| 2005 | Grecia         | Nikoletta Ralli          |
| 2004 | India          | Zabina Abdul Rashid Khan |

## Tabla por número de coronas
En el siguiente cuadro se muestran los países que han ganado el título en orden de Mayor a Menor.
| país           | Títulos | Años ganados |
| -------------- | ------- | ------------ |
| México         | 1       | 2017         |
| Estados Unidos | 1       | 2016         |
| Irak           | 1       | 2015         |
| Países Bajos   | 1       | 2014         |
| Letonia        | 1       | 2013         |
| Cuba           | 1       | 2012         |
| Tailandia      | 1       | 2011         |
| Surinam        | 1       | 2010         |
| Colombia       | 1       | 2009         |
| Perú           | 1       | 2008         |
| Rusia          | 1       | 2007         |
| Filipinas      | 1       | 2006         |
| Grecia         | 1       | 2005         |
| India          | 1       | 2004         |